# Plaidoyer (politique)
Ne doit pas être confondu avec Plaidoirie.
En politique, le plaidoyer (advocacy en anglais) rassemble les stratégies d'influence politique mises en œuvre par des organisations de la société civile (associations, collectifs militants, ONG, syndicats, etc.) pour défendre une opinion, une cause, les droits et conditions de vie de groupes défavorisés ou discriminés.
Prenant sa source dans les engagements d'associations environnementales et dans les mobilisations des années 1970, puis dans la création d'ONG préconisant l'action auprès des pouvoirs publics pour soutenir le développement international, le plaidoyer occupe aujourd'hui une place croissante dans la palette d'actions des associations.

## Formes de plaidoyer
Le plaidoyer peut être :
- direct (interactions avec les décideurs publics) ou indirect (mobiliser l'opinion publique ou les citoyens pour mettre la pression sur les décideurs publics ou les influencer),
- proactif (défendre une cause, mettre une idée à l'ordre du jour) ou défensif (combattre ou freiner une réforme susceptible d'être adoptée)[1].

Le plaidoyer peut s'exercer du niveau local au niveau international (y compris européen).
Le choix des cibles à influencer se fait sur la base d'un travail préalable de cartographie des acteurs et de la chaîne de décision. Il peut y avoir des cibles principales et des cibles secondaires. L'ONG Sidaction, dans un document sur les stratégies de plaidoyer, propose une liste de pouvoirs qui peuvent être ciblés : pouvoir politique et législatif, pouvoir juridique (juges, tribunaux…), pouvoir religieux, pouvoir culturel (médias, artistes connus), pouvoir scientifique (universitaires), pouvoir économique (chefs d'entreprise), pouvoir citoyen (individus, militants, associations etc.).
Les moyens utilisés pour mettre en œuvre le plaidoyer sont nombreux. Citons :
- L'interpellation directe des décideurs via un argumentaire préparé par des experts (lobbying). On peut viser à influencer des cibles variées : les élus et décideurs publics (cas le plus fréquent), les dirigeants d'entreprise en les interpellant ou en devenant actionnaire d'une entreprise pour pouvoir intervenir en assemblée générale (actionnariat responsable), etc.
- L'interpellation indirecte des décideurs via la pressions des citoyens, via des pétitions, l'envoi en masse de lettres (mode d'action historique d'Amnesty International), de courriels, ou de messages sur les réseaux sociaux. Ces actions peuvent être plus ou moins massives selon le nombre de personnes mobilisées.
- La prise de parole dans les médias
- La production et la publication d'études, de rapports, et de documents visant à documenter et mettre en lumière une cause ou un problème. Ces documents contiennent le plus souvent des recommandations de réforme. Le plaidoyer est donc une activité d'expertise[4].
- Des actions de sensibilisation du grand public : publications sur les réseaux sociaux, prises de parole dans les médias, publication de livres de vulgarisation. Cela peut inclure des actions visant à influencer les achats des consommateurs, via des campagnes de consommation responsable.
- Le travail de veille politique, médiatique et réglementaire
- Le contentieux stratégique, c'est-à-dire des actions en justice visant à obtenir une jurisprudence pour provoquer un changement politique.

## Exemples de campagnes de plaidoyer en France
Parmi les associations dont les campagnes et stratégies de plaidoyer sont référencées sur Wikipedia, on peut citer :
- Dans le domaine de la lutte contre la pauvreté et l'exclusion : ATD Quart Monde, Médecins du monde, Petits Frères des Pauvres
- Dans le domaine de la solidarité internationale : le CCFD-Terre Solidaire (campagnes sur l'annulation de la dette des pays pauvres, l'aide publique au développement, les Biens Mal Acquis, ou encore la lutte contre les paradis fiscaux)
- Dans le domaine de la protection de l'enfance : UNICEF, Handicap International, Apprentis d'Auteuil, etc.
- Dans le domaine de la santé : Médecins du Monde, La ligue contre le cancer, AIDES, action des associations d'usagers et de patients dans le domaine de la santé mentale, Foodwatch (spécialisée dans l'alimentation - santé & consommation responsable), etc.
- En faveur des droits humains : la FIDH, Amnesty International France
- Dans le domaine du logement : fondation Abbé Pierre
- Dans le domaine de la lutte contre la corruption : Transparency International France, Anticor

Exemples de campagnes de plaidoyer marquantes (actuelles ou passées), ou bien de réformes pour lesquelles les ONG ont joué un rôle actif :
- La campagne contre l'interdiction des mines antipersonnel a reçu en 1997 le Prix Nobel de la Paix.
- La constitutionnalisation de l'IVG en 2024 : une campagne de plaidoyer portée pendant la campagne présidentielle de 2022 par la Fondation des Femmes et le Planning Familial.
- La loi sur le devoir de vigilance des multinationales (adoptée en 2017) est le fruit d'une coalition d'ONG (Sherpa, CCFD[5], Amnesty International France, le Collectif de l'Ethique sur l'Etiquette etc.) relayée par des parlementaires (les députés Dominique Potier, Philippe Noguès et Danielle Auroi)[6].
- La loi sur la restitution des avoirs illicites issus de la corruption, adoptée en 2021, est l'aboutissement d'un long processus entamé en 2007, avec une plainte déposée par Antoine Dulin pour le CCFD, puis d'une action en justice et d'un plaidoyer conduit par Transparency International France[7].
- La campagne de Bloom sur l'interdiction du chalutage en eaux profondes[8]. Cette campagne avait battu un record car il s'agissait de la première pétition à dépasser les 800 000 signataires[9].
- La campagne de Pollinis contre les néo-nicotinoïdes, lancée en 2012, incluant une pétition qui a dépassé le million de signataires en 2015 et des actions au niveau des institutions françaises et européennes[10].

Une campagne de plaidoyer peut s'inscrire dans le temps long, ou bien peut se dérouler sur un temps court et déterminé à l'avance, parfois sous forme de coalitions inter-associatives.
Quelques exemples de campagnes de plaidoyer interassociatives :
- La plateforme paradis fiscaux et judiciaires réunit 19 associations et syndicats (dont Attac France, le CCFD-Terre Solidaire, la CFDT, la CGT, Oxfam France, le Secours catholique, le Syndicat de la magistrature, etc.). Cette plateforme a été active jusqu'en 2021, et a conduit des actions de plaidoyer incluant des courriers au gouvernement[11] et des prises de position sur différentes réformes, notamment le reporting public pays par pays[12].
- 90 associations de solidarité (dont : Fédération des Acteurs de la Solidarité, Médecins du Monde, Action contre la Faim, Utopia 56, Singa, La Ligue des Droits de l'Homme, ATD Quart Monde, etc.)[13] se sont coalisées pour organiser une campagne sur les conséquences sociales des Jeux Olympiques 2024[14].

## Différence entre plaidoyer et lobbying
La question de la différence entre le plaidoyer et le lobbying n'est pas une question consensuelle. Le sociologue Étienne Ollion considère que le mot "plaidoyer" est à la fois une pratique (et en ce sens, le plaidoyer emprunte assez largement les méthodes du lobbying - même si la cause est différente et les pratiques généralement plus ouvertes et plus transparentes) et une action de représentation (porter la voix des personnes que l'on défend ou que l'on représente).
La frontière entre les deux notions est aussi un débat sémantique. En général, les personnes exerçant une action d'influence dans une association utilisent le terme "plaidoyer", alors que dans les cabinets de lobbying et dans les entreprises on privilégie généralement l'expression "affaires publiques". Cependant, certaines entreprises s'approprient le mot plaidoyer, tandis que certaines ONG ou certains militants assument le mot lobbying (en général en parlant de "lobbying citoyen" ou "lobbying éthique").

## Impact du plaidoyer
L'impact du plaidoyer est difficile à mesurer. De nombreuses campagnes de plaidoyer ont permis d'obtenir des réussites significatives (cf section précédente). Cependant, l'influence des ONG reste limitée dans un grand nombre de domaines, en particulier en matière de droits des étrangers, d'égalité face au système de santé, de lutte contre l'échec scolaire, etc.

## Transparence du plaidoyer
Les ONG qui conduisent des actions de plaidoyer auprès des pouvoirs publics (plaidoyer direct) sont assimilées, au sens de la loi, à des représentants d'intérêts. A ce titre, elles doivent s'enregistrer sur le répertoire des représentants d'intérêts de la Haute Autorité pour la Transparence de la Vie Publique. En 2022, les associations représentent 19% des organisations inscrites sur ce répertoire.
Les associations concernées doivent déclarer leur budget de lobbying. Selon les données de la HATVP, le budget moyen alloué au lobbying par les ONG en 2022 se situait entre 50 000 et 75 000€ et le budget médian entre 10 000 et 25 000€. Autrement dit, la majorité des ONG inscrite sur le répertoire de la HATVP ont un budget de plaidoyer inférieur à 25 000€ par an.

## Professionnalisation du plaidoyer
Le plaidoyer peut être exercé à titre bénévole, mais aussi comme salarié employé d'une association ou d'une ONG. Cette profession attire un nombre croissant de jeunes diplômés, et des formations spécifiques ont été ouvertes à l'université pour répondre à cette demande.
Les personnes peuvent occuper différents intitulés de poste : chargé de plaidoyer, chargé de campagne, chargé de relations institutionnelles, chargé de projet, etc.
L'autrice Elsa Foucraut pointe la difficulté à établir le nombre de chargés de plaidoyer en France : selon ses recherches, au moins 4 000 personnes travaillant dans un organisme à but non lucratif font apparaître le mot "plaidoyer" dans leur profil Linkedin.
De plus en plus fréquemment, on observe des allers-retours entre les sphères politiques et associatives, avec d'anciens ministres ou parlementaires qui prennent la direction d'ONG (exemples : Cécile Duflot, Najat Vallaud-Belkacem, Benoit Hamon, etc.) et inversement avec des personnalités politiques issues de parcours en ONG (Yannick Jadot, Nicolas Hulot, Manon Aubry, Aurélie Trouvé, etc.). L'ancien ministre Pascal Canfin a dirigé la fondation WWF entre ses fonctions de ministre et d'eurodéputé.

### Ressources produites par des ONG
- Sidaction, "Construire sa stratégie de plaidoyer" [PDF], 2020 (consulté le 2 juin 2024) https://www.sidaction.org/wp-content/uploads/2023/08/guide_plaidoyer.pdf
- Action contre la Faim, "Boîte à outils du plaidoyer" [PDF], 2013 (consulté le 2 juin 2024) https://www.actioncontrelafaim.org/wp-content/uploads/2018/01/acf-boite-a-outils-de-plaidoyer_august_2013.pdf
- VoxPublic, "Le contentieux dans les stratégies de plaidoyer des associations et défenseur·es des droits des personnes exilées" [PDF], 2023 (consulté le 2 juin 2024)https://www.voxpublic.org/IMG/pdf/restitution_journee_plaidoyer-migrations_-_voxpublic-2.pdf
- VoxPublic, "Plaidoyer parlementaire - guide des bonnes pratiques associatives" [PDF], 2018 (consulté le 2 juin 2024) https://www.voxpublic.org/IMG/pdf/guide_du_plaidoyer_parlementaire_voxpublic_6pm_nov2018.pdf